# Кузма-Пер'ясицька
45°14′ пн. ш. 15°32′ сх. д. / 45.23° пн. ш. 15.53° сх. д.
Кузма-Пер'ясицька (хорв. Kuzma Perjasička) — населений пункт у Хорватії, у Карловацькій жупанії у складі міста Слунь.

## Населення
Населення за даними перепису 2011 року становило 11 осіб.
Динаміка чисельності населення поселення: